# Еріберто Ласкано
Еріберто Ласкано Ласкано (ісп. Heriberto Lazcano Lazcano; 25 грудня 1974 — 7 жовтня 2012), також знаний під позивним Z-3 (Зета-3, Zeta-3) і прізвиськами Ель Ласка (ісп. El Lasca) і Кат (ісп. El Verdugo) — мексиканський наркоторговець, керівник наркокартелю «Лос-Сетас». Входив до списку 37 найбільших мексиканських наркобаронів, розшукуваних поліцією. У віці 17 років вступив до лав армії Мексики, служив у складі Аеромобільної групи спецпризначенців (GAFE). Під час служби Ласкано пройшов спеціалізовану підготовку за участю інструкторів з Армії США й Армії оборони Ізраїлю, але у 1998 році, відслуживши 7 років, втік з мексиканської армії. Пізніше його завербував наркобарон Осієль Карденас Гільєн й Артуро Гусман Десена, вступивши до лав картеля дель Гольфо: разом з ще 30 солдатами увійшов в його воєнізоване крило, яке стало згодом знаним як «Лос-Сетас». Ласкано піддавав своїх жертв тортурам і розправлявся з ними особливо жорстокими способами (зокрема згодовуючи левам і тиграм на ранчо), за що отримав прізвисько «Кат» (ісп. El Verdugo). 7 жовтня 2012 року Ласкано вбили під час перестрілки зі спецпризначенцями ВМС Мексики, а його тіло після смерті викрали з похоронного бюро.

## Ранні роки
Народився 25 грудня 1974 року. За одними даними, місцем народження Ласкано є місто Апан, розташоване в мексиканському штаті Ідальго, за іншими — місто Сингілукан в тому ж штаті, за третіми даними — місто Акатлан з того ж штату; при цьому у свідоцтві про народження Ласкано вказувався штат Веракрус. За словами людей, наближених до оточення керівництва «Лос-Сетас», Еріберто Ласкано був одним із трьох дітей Рамона Ласкано від першого шлюбу. Перші три роки він провів зі своїми братами Педро та Габрієлем, доки не переїхав безпосередньо до міста Апан, де сім'я займалася сільським господарством. Всі троє братів вирушили потім навчатися в Мехіко, звідки невдовзі повернулися до сім'ї. У 1990-ті роки вся родина переїхала до міста Пачука-де-Сото. Еріберто навчався в різних державних школах, але в результаті так і не здобув навіть середньої освіти. Наслідуючи приклад брата Габрієля, який відслужив у мексиканській армії, у віці 17 років добровільно пішов служити в армію.
Військову службу формально розпочав 5 червня 1991 року, приступивши до навчання на базі 18-ї військової зони в місті Пачука-де-Сото, столиці штату Ідальго. Під час навчання вивчав тактику та стратегію ведення бою. За президентства Ернесто Седільо брав участь у конфлікті у Чіапасі, придушуючи збройні виступи сапатистів. Пізніше отримав направлення до північної Мексики в рамках програми посилення безпеки, де брав участь в операціях проти картелів наркоторговців. Під час служби в Мексиканській армії пройшов додаткову підготовку під керівництвом інструкторів з Армії оборони Ізраїлю й Армії США. Зокрема, навчався методів ведення антипартизанської боротьби та тактиці антитерористичних операцій; снайперської стрільби; методів ведення боїв в джунглях, горах, пустелі, на морі і в міській місцевості; використанню вибухівки, великокаліберної стрілецької зброї і гранатометів, а також спеціалізувався на військовій розвідці. Після служби на південному сході країни Ласкано перейшов в Аеромобільну групу спецпризначенців (GAFE) — мексиканський спецпідрозділ, що спеціалізувався на боротьбі з сепаратистськими угрупованнями (на кшталт Сапатистської армії національного визволення) і наркокартелями. Прослуживши кілька місяців у штаті Тамауліпас, 27 березня 1998 року Ласкано дезертував з лав мексиканської армії, дослужившись до звання капрал.

## Кримінальна діяльність

### Лідер «Лос-Сетас»
Після дезертирства з армії Ласкано завербував наркобарон Осієль Карденас Гільєн й Артуро Гусманом Десена, вступивши до лав картелю дель Гольфо. Він разом з групою інших дезертирів з мексиканської армії увійшов до загону силовиків при картелі, який пізніше став окремим угрупованням «Лос-Сетас». Він очолював службу безпеки в картелі дель Гольфо, керував силовими операціями картелю дель Гольфо та «Лос-Сетас», а також керував більшою частиною фінансів «Зетас». Згідно з даними Генеральної прокуратури Мексики, Ласкано був третім в ієрархії картелю «Лос-Сетас», тому був знаним під позивним Z-3. За однією з версій, буква Z у позивних була запозичена у мексиканських Збройних сил, які ввели такі позивні 1996 року: у генералів починалися з літери Y (Yanquis), у полковників — X (Equis), у рядових бійців — Z. Лідер угруповання Артуро Гусман Десена, вбитий у 2002 році, використовував позивний Z-1. Серед прізвиськ, псевдонімів і позивних, які використовував Ласкано, були не лише «Z-3», а й «Лас» (ісп. Laz), «Ель Ласка» (ісп. El Lazca), «Бронза» (ісп. El Bronce), «Манекен» (ісп. El Muñeco), «Бовван» (ісп. El Pitirijas), «Суддя» (ісп. El Licenciado) і «Кат» (ісп. El Verdugo).
Ласкано став невіддільною частиною керівництва «Лос-Сетас» завдяки тому, що відіграв важливу роль у відбитті одного з нападів, здійснених картелем Сіналоа. Однак фактичним лідером «Лос-Сетас» він став після того, як заарештували Осієль Карденас Гільєн (14 березня 2003) і Рохеліо Гонсалес Пісанья (жовтень 2004). Під керівництвом Ласкано картель «Лос-Сетас» став вербувати більше бійців у свої лави — серед новобранців були колишні солдати мексиканської армії, бійці гватемальських спецсил «Каїбілес», мексиканські поліціянти та звичайні вуличні бандити. Також Ласкано створив регіональні осередки «Лос-Сетас», які займалися й іншою злочинною діяльністю, окрім наркоторгівлі: ця реструктуризація призвела до того, що рядові бійці «Зетас» знали в кращому разі зовсім небагато про основні великі операції картелю. У зв'язку зі своїм військовим минулим Ласкано ввів «військову культуру» у своєму ескадроні: новобранцям надавалися звання від «лейтенанта» до «командира», а вони ретельно навчалися військовій тактиці.
Ласкано володів гарною здатністю об'єднувати сили картелю. Він приділяв велику увагу таким питанням, як закупівля зброї, пошук приміщень для навчання бійців прийомам, проведення інструктажу та багато іншого, використовуючи під час підготовки особового складу також різні сучасні технології. Займаючись підготовкою бойовиків, він прищеплював жорстку дисципліну своїм людям, забезпечуючи в кожному з бійців картелю поєднання військової точності зі злочинною жорстокістю. Іноді він вирушав зі своїми людьми до якогось зі штатів Мексики, попередньо з'ясовуючи імена ключових фігур у сфері місцевого наркобізнесу, викрадення людей та работоргівлі. Він розправлявся з конкурентами, а їхнім підлеглим пропонував або приєднатися до «Лос-Сетас» або померти. Кримінальна імперія Ласкано на піку своєї могутності налічувала 10 тисяч бойовиків, що орудували на всій Мексиці, а до зони їхнього впливу входили 11 мексиканських штатів, кілька південних штатів США і навіть деякі інші держави Латинської Америки. У листопаді 2005 року американський журнал Details включив Ласкано до списку 50 найвпливовіших людей світу молодших 39 років: факт публікації розкритикували деякі представники мексиканського академічного товариства.

### Кровожерливі тортури та розправи
Мексиканська прокуратура характеризувала Ласкано як людину схильну до жорстоких вбивств, насильства та зради. ЗМІ неодноразово називали його одним з найбільш кровожерливих і жорстоких людей у «Лос-Сетас»: поширились чутки, що деяких з ворогів картелю він кидав на роздертя левам і тиграм на ранчо. Деякі зі свідків, які перебували під державним захистом, стверджували, що Ласкано міг або віддавати своїх бранців на роздертя дикою твариною і спостерігати за цим страшним видовищем або просто заморити їх голодом. Журналіст розповідав, що одного зі своїх ворогів Ласкано прив'язав до дерева та побив до півсмерті, переламавши ноги, а потім залишив свою жертву прив'язаною до дерева, прирікаючи її на голодну смерть протягом двох-трьох днів. Деяких жертв бандити обезголовлювали, а голови виставляли на загальний огляд, щоб навіяти жах ворогам.
Деяких жертв Ласкано наказував роздягнути догола і бити дошкою: подібні тортури стали знані як «Льодяник» (ісп. La Paleta). Жорстокі допити, тортури та розправи Ласкано проводив також з метою демонстрації підлеглим, що їх чекає у разі будь-якої зради або забороненої картелем дії. Так, коли він дізнався, що хтось з його людей крав зі скарбниці картелю, то наказав схопити злодія та забити будівельними дошками до смерті, а його спільника змусив дивитися на смерть жертви. У вбитого він навіть вирізав серце, але на відміну від інших наркобаронів, які нерідко пропонували гостям з'їсти серце жертви, просто викинув його. Іноді своїх жертв (або дітей ворогів) міг занурити у величезну бочку з киплячою олією. Йому приписуються також деякі техніки обезголовлення, шляхом яких Зетас розправлялися з ворогами. За подібну кровожерливість та жорстокість преса прозвала Ласкано «Катом» (ісп. El Verdugo). За час злочинної діяльності Ласкано інкримінувалася участь у вбивствах більш ніж сотні людей. Так, 22 червня 2004 року Ласкано, діючи у складі групи бойовиків картелю, вбив журналіста Франциско Ортіса Франка, одного з редакторів видання Zeta в Тіхуані. його застрелили на очах двох дітей у власному автомобілі, коли той виходив з клініки. 20 січня 2005 року троє співробітників Федеральної в'язниці міста Матаморос (двоє охоронців і їхній начальник) викрали, піддали тортурам, а потім вбили пострілами в голову: їхні тіла знайшли в Ford Explorer за два кілометри від в'язниці. ЗМІ стверджували, що і до цього вбивства були причетні «Лос-Сетас» на чолі з Ласкано. За версією влади штату Чіуауа, висунутої у 2012 році, картель міг бути причетний і до вбивства 2010 року громадської діячки Марізели Ескобедо Ортіс. За даними Федеральної прокуратури Мексики, під час перебування Ласкано на чолі «Лос-Сетас» бандити картелю організували вбивство 72 мігрантів у Сан-Фернандо 2010 року, а також влаштували підпал казино у Монтерреї 2011 року, жертвами якого 52 людини. Також серед людей, що піддавалися нападу з боку картелю, були два співробітники Міграційної та митної поліції США — Хайме Сапата (вбитий 2011 року) та Віктор Авіла (поранений).

### Міжусобні війни
З 2004 року у відносинах «Лос-Сетас» і картелю дель Гольфо став намічатися розрив, пов'язаний з прагненням «Зетас» стати незалежним угрупуванням. 2005 року Ласкано підготував невелику групу кілерів, якій дав завдання знищити засновників картелю Бельтран Лейва — Артуро Бельтрана Лейву і чотирьох його братів — і Едгара Вальдеса Вільярреала, який працював на картель Сіналоа. Ця операція була провалена частково через втручання Федерального агентства розслідувань (AFI), а кілерів передали Вальдесу Вільяреалу, який зняв на відео їхню страту. У 2007 році традиційному формату стосунків «господар — охоронець» між Гольфо і «Зетас» прийшов кінець, що частково було пов'язано з екстрадицією Осієля Карденаса Гільєна до США: між ними стала зароджуватися ворожнеча. Її вдалося стримати після укладення «непростого перемир'я», за підсумками якого Ласкано увійшов до складу своєрідної «трійки», яка керувала картелем дель Гольфо: в цій трійці були присутні старший брат Осієля Антоніо «Тоні Тормента» Карденас Гільєн і Хорхе Едуардо «Ель Кос» Костилья Санчес. Всі троє намагалися не зустрічатися очно та спілкувалися переважно телефоном, а на зустрічах обговорювали виплати посередникам і ціни на партії наркотиків (кокаїну та марихуани). За словами спостерігачів, всі троє намагалися триматися разом, щоб контролювати наркоторгівлю в Техасі. Влітку 2007 року троє зустрічалися кілька разів для обговорення можливого миру з картелем Сіналоа та підписання «пакту про ненапад», але якщо Карденас Гільєн і Костілья Санчес виступали за припинення тривалої раніше ворожнечі Гольфо і Сіналоа, то Ласкано не був згоден з цим.
У жовтні 2007 року після того, як у місті Альтаміра поліція перехопила партію наркотиків, що містила 13 т кокаїну, Ласкано став дедалі більше віддалятися від своїх партнерів. Передбачається, що це вплинуло на його прагнення шукати нові джерела доходів для існування «Лос-Сетас». Одним із таких джерел стали кінні перегони в місті Руїдозо, в яких брали участь коні, які належали деяким членам картелю: зокрема, Мігель Тревіньо Моралес і двоє його братів займалися доглядом за кіньми та їхньою підготовкою до виступів. До 2008 року Ласкано сформував союз з братами Бельтран Лейва, які керували власним картелем, і з Вісенте Каррільо Фуентесом з картелю Хуареса.
Напруженість у відносинах «Лос-Сетас» і картелю дель Гольфо посилилася після арешту наприкінці 2008 року одного з командирів картелю дель Гольфо Хайме «Ель Хаммер» Гонсалес Дюран, а на його місце отримав призначення Ектор Мануель «Ель Каріс» Сауседа Гамбоа, який був ставлеником не від «Зетас». Останні вирішили усунути його силою, у зв'язку з чим 17 лютого 2009 року вони перекрили всі дороги в Рейносі і почали обшуки в місті, намагаючись знайти й усунути «Ель Каріса». Однак в полювання на нього долучилася Мексиканські поліція й армія, які і знищили його ще до того, як «Лос-Сетас» дісталися до тіла Сауседа Гамбоа. З цього моменту в місті почалися постійні перестрілки та розбірки між «Зетас» і картелем дель Гольфо. 18 січня 2010 року «Лос-Сетас» остаточно розірвали відносини зі своїм колишнім «наймачем» в особі картелю дель Гольфо після того, як останній викрав Віктора Пенью Мендоса (ісп. Víctor Peña Mendoza), він же «Конкорд 3» (ісп. El Concord 3) — помічника одного з керівників «Лос-Сетас» Мігеля Тревіньо Моралеса (Z-40) — і жорстоко вбили. Вони оголосили картелю дель Гольфо масштабну війну, яка торкнулася штатів Тамауліпас і Нуево-Леон на північному сході країни. Ця війна обернулася тисячами вбитих невинних людей, а «Зетас» стали однією з найбільших злочинних організацій Мексики поряд з картелем Сіналоа.
У серпні 2012 року генеральний прокурор Мексики Марісела Моралес Ібаньєс повідомила, що в самому картелі йде боротьба за вплив між людьми Еріберто Ласкано та Мігеля Тревіньо Моралеса (Z-40). Представники поліції США взагалі стверджували, що Тревіньо Моралес, який був раніше заступником лідера «Лос-Сетас», змістив Ласкано з посади керівника картелю і взяв владу у свої руки. Спочатку Ласкано високо оцінював присутність Тревіньо Моралеса в лавах своїх людей, проте недооцінив його можливості і надав йому занадто широкі повноваження. Тревіньо Моралес завдяки зростанню свого впливу заручився підтримкою багатьох членів «Лос-Сетас», тоді як Лоскано почав його втрачати. Вони також розходилися в поглядах: Ласкано прагнув зберегти цілісність організації і не хотів, щоб вона стала проблемою для нового очільника держави Енріке Пеньї Ньєто, водночас Тревіньо Моралес надавав перевагу грубій силі та насильству, а також просто любив «битися заради самої боротьби». Техаська газета The Monitor писала, що без єдиного лідера картель міг не просто розколотися, а й ув'язнути у міжусобних війнах.Попри твердження, що ширилися незадовго до смерті Ласкано про те, що вся влада над картелем вже була зосереджена фактично в руках Тревіньо Моралеса, згідно з звітами ВМС Мексики, Тревіньо Моралес залишався в підпорядкуванні «Ель Ласка» аж до смерті останнього. Люди Тревіньо Моралеса дійсно висловлювали своє небажання бачити його серед керівників картелю на тлі перегрупування та реструктуризації всіх «Лос-Сетас», але основою для цього був розрив Тревіньо Моралеса з іншим спільником — Іваном Веласкесом Кабальєро, знаним також як Z-50 й «Ель Талібан» (ісп. El Taliban), якого заарештували у травні 2012 року.

## Пошуки
Влада США та Мексики оголосили Еріберто Ласкано у розшук за звинуваченнями у численних вбивствах і торгівлі наркотиками, а керівникам картелю дель Гольфо та «Лос-Сетас» також інкримінували давання хабарів на мільйони доларів, які здійснювалися протягом більш ніж двох років. Окружний суд США округу Колумбія висунув 20 членам картелю «Лос-Сетас», серед яких був і Ласкано, звинувачення у виробництві та збуті у США не менше як 5 кг кокаїну і не менше як 1 т марихуани за попередньою змовою. Державний департамент США та Міністерство юстиції США пропонували винагороду у розмірі 5 мільйонів доларів США за будь-яку інформацію, яка призвела б до затримання Ласкано, а мексиканська влада пропонувала за ці ж відомості нагороду у розмірі 30 мільйонів мексиканських песо (близько 2 мільйонів доларів США за курсом на той час). 20 липня 2009 року Міністерство фінансів США ввело санкції проти Еріберто Ласкано та ще трьох осіб відповідно до Акту про кримінальні авторитети, назвавши всіх чотирьох причетними до міжнародної наркоторгівлі. Відповідно до цього акту громадянам США й американським компаніям заборонялося вести бізнес з Ласкано, а всі його гіпотетичні активи у США підлягали заморожуванню. Керівники органів правопорядку включили його до списку 37 найбільших мексиканських наркобаронів, оголошених у розшук. На думку низки фахівців, у цьому списку з 37 осіб за ступенем небезпеки Ласкано посідав друге місце, поступаючись тільки Хоакіну «Ель Чапо» Гусману Лоере. Водночас за оцінкою «Ґардіан», Ласкано і Гусман радикально відрізнялися один від одного та становили абсолютно різний масштаб небезпеки для мексиканського уряду: «Лос-Сетас» були картелем сучасного зразка, який обожнював насильство та жорстокість, тоді як Гусман був сучасним варіант наркобарона «старої школи», який змушений був часто через терор від «Лос-Сетас» діяти всупереч власній політиці. Попри заходи, Ласкано довгий час залишався невразливим і навіть відкрито рекламував картель. Так, на американо-мексиканському кордоні в містах Рейноса та Нуево-Ларедо його люди вивісили банери з пропозицією мексиканським солдатам дезертувати з армії, де платилася мізерна платня, і перейти на службу в картель за вищі заробітки.
ЗМІ неодноразово повідомляли про смерть Ласкано (зокрема і факт його вбивства), проте ці чутки постійно спростовувалися владою США та Мексики. Одне з перших хибних повідомлень про вбивство Ласкано датувалося 5 вересня 2007 року, коли його оголосили загиблим внаслідок перестрілки з військовими в Тамауліпасі («Ель Ласка» нібито отримав п'ять кульових поранень). Видання The Monitor та The Brownsville Herald повідомляли також, що 17 червня 2011 року Ласкано нібито вбили внаслідок перестрілки з мексиканськими солдатами на вулицях міста Матаморос, де «Лос-Зетас» нібито проводили зустріч із представниками картелю дель Гольфо. Однак ні американська, ні мексиканська влада це не підтвердила, а Державний департамент США повідомив, що під час перестрілки вбили не Ласкано, а зовсім іншу людину. Однак після того, як факт загибелі Ласкано спростували, він перебував поза увагою громадськості: преса вважала, що він міг ховатися десь у Європі чи Південній Америці.12 жовтня 2011 року поліція затримала одного з помічників Ласкано, ім'я якого не називалося. 21 квітня 2012 року збройні сили Мексики провели рейд у місті Монклова (штат Коауїла) з метою затримання Ласкано, який нібито знаходився на приватній вечірці. Там виступав гурт Banda Jerez, який виконував пісню «Lazca» на честь самого Ласкано. Сам Ласкано встиг втекти зі сцени й уникнути затримання, проте самих музикантів заарештували для проведення допиту та відпустили лише за тиждень. Виступи музикантів на вечірках у наркобаронів були повсякденною річчю: так, у грудні 2006 року на різдвяній вечірці в спорткомплексі «Лас-Лієбрас» у місті Ріо-Браво, влаштованої «Лос-Сетас», виступала володарка Латинамериканської Греммі Алехандра Гусман. Самі керівники картелю влаштовували розкішні вечері з алкоголем і наркотиками, не лише запрошуючи артистів на виступи, а й привозячи повій.
Пошуки Ласкано ускладнювалися також вкрай малою кількістю фотографій, на яких був зображений сам наркобарон, а також чутками про те, що він нібито втік за кордон: зокрема, у травні 2012 року заарештований поліцією високопоставлений командир «Лос-Сетас» Іван Веласкес Кабальєро стверджував, що Ласкано ховався у Гватемалі. Ласкано докладав величезних зусиль, щоб не привертати до себе уваги та залишатися «в тіні»; той факт, що під час своєї служби він спеціалізувався на військовій розвідці, ускладнював завдання його затримання. Проте сили ВМС Мексики протягом року заарештували низку керівників «Лос-Сетас», причому одного з керівників картелю заарештували 27 вересня, незадовго до загибелі Ласкано. З одного боку, мексиканцям надала допомогу в затриманні лідерів картелю американська розвідка; з іншого боку, мексиканці вдало скористалися розбратами та розбіжностями, що панували в рядах «Зетас».

## Смерть

### Операція з ліквідації
7 жовтня 2012 року спецсили ВМС Мексики заарештували у місті Нуево-Ларедо штат Тамауліпас Сальвадора Альфонсо Мартінеса Ескобедо (ісп. Salvador Alfonso Martínez Escobedo), одного з лідерів картелю «Лос-Зетас», відомого на прізвисько «Білка» (ісп. La Ardilla). Мартінес Ескобедо звинувачувався в скоєнні двох масових вбивств на північному сході країни, скоєних в Сан-Фернандо у 2010 (вбито 72 мігранти) і 2011 роках (масове поховання з більш ніж 200 тілами), а також в організації двох масових втеч ув'язнених з в'язниць і вбивстві громадянина США Девіда Гартлі (англ. David Hartley) у водосховищі Фалькон недалеко від кордону з США 30 вересня 2010 року. За кілька годин, орієнтовно о 13:30 за місцевим часом ВМС Мексики отримали повідомлення від цивільної особи, що в місті Прогресо у штаті Коауїла були помічені озброєні люди недалеко від бейсбольного стадіону. До заявленого місця підрозділи морської піхоти добиралися протягом пів години. Стверджувалося, що Ласкано нібито прийшов на бейсбольний стадіон, оскільки там грав родич його коханої, і випив кілька пляшок пива. Еріберто Ласкано і його охоронець знаходилися в пікапі поруч зі стадіоном, коли на місце прибули бійці морської піхоти. Побачивши військових, Ласкано почав по них стріляти, і ті відкрили вогонь у відповідь. Під час бою місцеві жителі повідомляли, що чули три гучних вибухи: передбачалося, що джерелом цих вибухів були гранати, які випускав по морських піхотинцях Ласкано для оборони. Водночас виразних свідчень, що саме відбувалося біля поля, ніхто з місцевих жителів не дав. Внаслідок бою були вбиті сам Ласкано, його спільник й один морський піхотинець. Ліквідований співучасник Ласкано був за кермом пікапа і керував автомобілем, а сам Ласкано намагався втекти, але його застрелили приблизно у 270 м від машини. За висновком судмедекспертів, Ласкано був убитий внаслідок попадання кулі калібру .223 з гвинтівки R-15. Вся операція з ліквідації Ласкано зайняла набагато менше часу, ніж операції зі знищення таких лідерів картелів, як Антоніо Карденас Гільєн, Насаріо Морено Гонсалес і Артуро Бельтран Лейва, які тривали по кілька годин у зв'язку з великою кількістю людей, які протистояли силовикам: того дня Ласкано був дуже легко озброєний, а його охорона була мінімальною. Під час обшуку в машині виявили гранатомет, 12 гранат, реактивний протитанковий гранатомет і два автомати. Перші повідомлення про ліквідацію злочинців в Прогресо з'явилися в Twitter приблизно о 22:30 за місцевим часом.

### Викрадення тіла та впізнання
Спочатку в ВМС Мексики вважали обох убитих звичайними дрібними злочинцями, які не заслуговували пильної уваги, і їхні тіла відправили у похоронне бюро в місто Сабінас. Однак обидва тіла викрали за кілька годин після перестрілки: вночі 8 жовтня приблизно о 1:30 кілька важко озброєних чоловіків в масках увірвалися в будівлю похоронного бюро та вкрали звідти тіла вбитих Ласкано і його спільника. Передбачалося, що наказ забрати тіла віддав Мігель Анхель Тревіньо Моралес, який став фактичним лідером картелю. Згідно з повідомленням прокурора штату Коауїла Омеро Рамоса Глорії (ісп. Homero Ramos Gloria), нападники змусили власника бюро вивезти тіла на автомобілі, однак прокурор так і не пояснив, чому тіла не доставили в державний морг. Тільки після викрадення тіл фахівці вирішили звірити зняті ними завчасно відбитки пальців з наявними, а також проаналізувати зроблені фотографії вбитого. За словами офіційного представника ВМС Мексики, контрадмірала Хосе Луїса Вергари Ібарри (ісп. Jose Luis Vergara Ibarra), саме це і викликало затримку в упізнанні тіл убитих: мексиканські військові спочатку не припускали, що могли застрелити одного із засновників «Лос-Зетас». Також адмірал заявив, що в перестрілці брав участь якийсь третій злочинець, який втік з поля бою.
На підставі відбитків пальців і зроблених фотографій трупа одного з убитих фахівці остаточно встановили, що під час операції морпіхи ліквідували самого Еріберто Ласкано: у військових збереглися відбитки пальців Ласкано ще з тих часів, як він проходив службу в лавах GAFE, що і дозволило однозначно впізнати вбитого. Затриманий Мартінес Ескобедо особисто знав Ласкано і навіть призначив його хрещеним батьком на своєму весіллі 2010 року: він виявився одним з тих, хто брав участь в упізнанні «Ель Ласка», хоча не було пред'явлено жодних свідчень того, чи розпізнавав Мартінес Ескобадо вбитого по фотографіях або був присутній особисто при огляді тіла. Американські спецслужби запросили зразки ДНК, взяті мексиканцями, для власної звірки і підтвердження того, що Ласкано дійсно ліквідували. Мексиканська влада для усунення будь-яких сумнівів оголосила про намір ексгумувати останки одного з родичів Ласкано, щоб за підсумками експертизи підтвердити спорідненість загиблого. Уряд відмовився публікувати результати експертизи, покликавшись на ризики в разі розголошення слідчої інформації, і заявив, що результати експертизи будуть засекречені як мінімум до 2024 року. У зв'язку з цим в мексиканській громадськості стали ширитися чутки про те, що Ласкано нібито може бути ще живий.

## Поминальні заходи
У лютому 2012 року надійшли відомості, що Ласкано завчасно збудував у штаті Ідальго для себе пишний склеп у модерністському стилі: будівництво подібних склепів було звичайною справою для наркобаронів. Склеп був приблизною копією церкви в районі Ель-Тесонтле міста Пачука-де-Сото, яку також побудували за розпорядженням Ласкано. Однак після його смерті цвинтар, де знаходився цей склеп, не приймав жодних заявок на похорон.
У штаті Пуебла під час святкування Дня мертвих 2012 року місцеві жителі піднесли на вівтар низку дарів, щоб допомогти Ласкано «пройти через Міктлан»: серед цих дарів були кілька свічок, живі квіти, фотографія Ласкано, склянка з буряковим соком, копія Конституції Мексики, книга з анекдотами та книга про черепи. У жовтні 2014 року в штаті Веркарус одна з регіональних газет опублікувала некролог з нагоди другої річниці смерті Ласкано та докладно описала церковну службу, проведену в місцевій церкві.

## Оцінки та думки

### Обставини ліквідації
Еріберто Ласкано став найбільшим лідером наркокартелів, убитим мексиканськими силовими структурами з моменту початку нарковійни у 2006 році. На думку колишнього керівника відділу міжнародних операцій Управління боротьби з наркотиками Майка Віджила (англ. Mike Vigil), з 37 найбільш розшукуваних наркобаронів мексиканці знищили понад двох десятків, але з убитих найбільшу загрозу представляв саме Ласкано. Поряд з упійманням Хоакіна Гусмана це був найбільший успіх керівництва Мексики за час перебування при владі Партії національної дії, чиї кандидати Вісенте Фокс і Феліпе Кальдерон обиралися на пост президента Мексики. Ласкано вбили приблизно за 8 тижнів до закінчення повноважень тодішнього глави Мексики Феліпе Кальдерона, а ця операція стала важливим кроком у реалізації Кальдероном стратегії з розгрому картелів шляхом ліквідації або арешту великих керівників. Попереднім у хронологічному порядку великим лідером наркокартелів, знищеним за час війни, став Ігнасіо Коронел Вільяреаль з картелю Сіналоа, вбитий у 2010 році.
Проте ліквідація Ласкано залишила також чимало запитань. Зокрема, ветеран мексиканської військової розвідки Алехандро Хоуп (ісп. Alejandro Hope) стверджував, що через викрадення тіла знищення Ласкано важко вже було уявити як велику перемогу, а на думку письменника Дієго Енріке Осорно, вся ця операція почалася як фільм про Джона Рембо, а закінчилася як фільм Вуді Аллена. Співробітниця Управління кримінальних розслідувань ПС США Сильвія Лонгімайр писала, що якби тіло Ласкано не викрали, вся операція могла б стати безумовною символічною перемогою адміністрації Феліпе Кальдерона над наркомафією на тлі того, що Кальдерон мав піти у відставку за два місяці. Вона ж зазначала, що Ласкано був не лише одним із засновників картелю, а й фігурою, яка надихала «Лос-Сетас» на подальші дії.
Поява Ласкано в Прогресо журналісти списували на те, що з січня 2012 року там фактично не було муніципальної поліції, співробітники якої відмовилися проходити процедури перевірки особи; цим активно користувалися «Лос-Сетас» для ведення своєї кримінальної діяльності. Те, що поруч з Ласкано була всього одна людина, не було дивним: наркобарони-лідери картелів зазвичай пересувалися невеликими групами, щоб не привертати до себе уваги. Водночас раціонального пояснення появи Ласкано біля бейсбольного поля не було, якщо не брати до уваги той факт, що в місті було тільки дві точки з більш-менш стійким мобільним зв'язком, одна з яких знаходилася якраз поруч з бейсбольним стадіоном. Журналісти штату Коауїла стверджували, що факт того, з якою легкістю тіло викрали з похоронного бюро, свідчив про величезні масштаби панування в штаті корупції і фактичному зрощенні злочинності з місцевою владою. Участь спецсил ВМС Мексики в операції зі знищення Ласкано частково могла пояснюватися мотивами помсти: «Лос-Сетас» були причетні до вбивства сім'ї морського піхотинця, який загинув у 2009 році під час операції зі знищення лідера іншого наркокартелю. Також надходили повідомлення, що допомогу в ліквідації Ласкано надали американці, а саме Управління боротьби з наркотиками, хоча самі американські спецслужби заперечували ці факти і самі прагнули з'ясувати, яким саме чином морська піхота змогла впізнати в убитому бандита на прізвисько «Ель Ласка».
Факт викрадення тіла змусив багатьох мексиканців сумніватися в тому, що мексиканські військові дійсно вбили Ласкано того дня, проте вивезення тіла було одним із негласних правил «Лос-Сетас», згідно з яким членам картелю наказувалося в жодному разі не залишати своїх поранених та вбитих бійців на полі бою. Так, у 2002 році тіло вбитого засновника «Лос-Сетас» Артуро Гусмана Десени його підлеглі також забрали з місця загибелі, у 2007 році вони розкрили могилу на цвинтарі міста Поса-Ріка-де-Ідальго в штаті Веракрус, щоб отримати Роберто Карлоса Кармона (ісп. Roberto Carlos Carmona), застреленого під час бійки на кінних перегонах, а у 2010 році приклад «Лос-Сетас» наслідували члени картелю Ла Фамілія Мічоакана, які забрали собі тіло свого вбитого лідера Насаріо Морено Гонсалеса. Водночас на тлі ліквідації чи арешту інших людей в ієрархії «Лос-Сетас» сам картель, на думку Хоупа, вже застряг у «спіралі смерті» (англ. spiral of death).

### Картель після Ласкано
Після ліквідації Ласкано формальним і фактичним лідером «Лос-Сетас» став Мігель Анхель Тревіньо Моралес, який на той момент був єдиним живим керівником в ієрархії «Лос-Сетас», який перебував на волі, тому прямих конкурентів у боротьбі за місце ватажка картелю у нього просто не було. Він вважався ще більш жорстокою та безкомпромісною людиною, ніж Ласкано, але низка командирів «Зетас» звинувачувала його в зраді своїх товаришів, зокрема заарештованого у травні 2012 року Івана Веласкеса Кабальєро. За даними видання The Tequila Files, яке посилалося на джерела в мексиканських органах влади, Тревіньо міг зрадити таких членів картелю, як Луїс Реєс Енрікес (Z-12), Хайме Гонсалес Дюран (Ель Хаммер / El Hummer) та Данієль Перес (Ель Чачетес / El Chachetes), заарештованих у 2008—2009 роках; Хесус Енріке Рехон Агілар (Z-7, Ель Маміто / El Mamito), заарештованого у липні 2011 року в Мехіко, і Рауль Лусіо Ернандес Лечуга (Z-16), заарештованого у грудні 2011 року у Веракрусі. Видання 24 Horas стверджувало, що Тревіньо Моралес був інформатором Управління боротьби з наркотиками, і навіть допускало те, що він міг надати якусь інформацію, яка опосередковано призвела до загибелі Ласкано.
У зв'язку з цим багато видань стверджували про розкол «Лос-Сетас» на людей Тревіньо Моралеса та людей Веласкеса Кабальєро. Сильвія Лонгмайр допускала, що прихильники Веласкеса Кабальєро можуть перейти на бік картелю дель Гольфо. У перші дні після загибелі Ласкано у пресі публікувалися безліч матеріалів про ліквідацію Ласкано та різні думки журналістів й аналітиків про варіанти розвитку подій в картелі після загибелі лідера. Одні стверджували, що смерть Ласкано та невизнання Тревіньо Моралеса як нового лідера могли призвести до повного розвалу «Лос-Зетас» на кілька ворожих угруповань або як мінімум до розколу на два табори з черговою хвилею насильства нарковійни. Зокрема, видання InSight Crime взагалі передрікало розпад «Лос-Сетас» на кілька слабших угруповань, яких спробують знищити при першій можливості інші великі картелі. Інші вважали, що Тревіньо Моралес буде одноосібно визнаний новим лідером, який зможе примирити ворожі сторони, і нової хвилі насильства не буде. Після загибелі Ласкано офіційний представник ВМС Мексики Хосе Луїс Вергара заявив на черговому брифінгу, що Тревіньо Моралес став лідером картелю «природним» шляхом, а будь-яких ознак насильницької боротьби за владу і вплив в картелі не проглядалося.
Викладач Вищого університету Клермонту Роберт Дж. Банкер вважав, що смерть Еріберто Ласкано завдала серйозного удару по «міфу про невразливість» картелю, у зв'язку з чим як мінімум у Сьюдад-Хуарес вони мали поступитися своїм впливом людям з картелю Каррільо Фуентеса. У разі розпаду «Лос-Сетас» найбільшу вигоду від цього, на думку Банкера, отримав би картель Сіналоа, з яким ворогували «Зетас». Водночас «військова модель», яку прищепив картелю Ласкано, мала дати «Зетас» оговтатися від втрат і почати шлях до повернення колишніх позицій. На думку професора коледжу Вільгельма і Марі Джорджа Грейсона, найбільше від загибелі Ласкано виграв Хоакін «Ель Чапо» Гусман Лоера, який тоді сидів у в'язниці й отримав шанс завдяки боротьбі картелів дель Гольфо та Сіналоа проти «Зетас» повернути у свою сферу впливу місто Нуево-Ларедо, де знаходився штаб Тревіньо Моралеса.
Наступник Еріберто Ласкано на посаді лідера картелю «Лос-Сетас» Мігеля Анхеляя Тревіньо Моралеса заарештували 15 липня 2013 року в містечку Анауак мексиканського штату Нуево-Леон. Звинувачення на його адресу містили 12 пунктів.

## Особисте життя
Згідно з описом, наведеним Державним департаментом США, зріст Еріберто Ласкано становив приблизно 172 см (5 футів 8 дюймів), вага приблизно 81,6 кг (180 фунтів), колір волосся — каштановий, колір очей — карий. Зріст Ласкано станом на день його загибелі становив 180 см, хоча раніше в офіційних базах даних Мексики зріст вказувався як 160 см. Деякий час ходили чутки, що Ласкано нібито страждав на рак в останній стадії, проте судово-медична експертиза спростувала наявність будь-яких онкологічних захворювань.
За даними видання «Dia Siete» за грудень 2005 року, Ласкано проживав у містечку Сьюдад-Мігель-Алеман у штаті Тамауліпас, між містами Нуево-Ларедо та Рейноса. Також було відомо, що в районі Ель-Тесонтле міста Пачука-де-Сото, де проживала його родина, на вулиці Оямель Ласкано побудував будинок для своєї матері, щоб заодно отримати можливість спостерігати за всім, що відбувається в районі (мати Еріберто володіла рестораном у Пачуці). Збудований будинок розташовувався неподалік штабу 18-ї військової зони, тому Ласкано фактично міг стежити і за переміщеннями військових. На межі 2000-х і 2010-х років Ласкано переїхав до штату Коауїла: про факт проживання наркобарона було відомо всім мешканцям штату.
2012 року в мексиканській пресі з'явилися чутки, що Еріберто Ласкано нібито мав наречену Сильвію Стефані Санчес В'єска Ортіс (ісп. Silvia Stephanie Sánchez Viesca Ortiz), також знана як «Фанні», яка ввечері 5 листопада 2004 року пішла на баскетбольне тренування і не повернулася додому. Станом на 2012 рік вона все ще вважалася зниклою безвісти, хоча, за словами батьків, розслідування зникнення дівчини не зрушувалося з мертвої точки. Приводом для виникнення відповідних чуток стала опублікована на сайті Mundo Narco фотографія Ласкано з якоюсь дівчиною, що зовні дуже нагадувала Стефані. Сім'я викраденої спростувала чутки, заявивши, що на фото була зображена не їхня дочка: мати зв'язалася з зображеною на фото дівчиною, яка заявила, що її хлопцем був не «Ель Ласка», але відмовилася надавати будь-яку інформацію про себе. Заява про те, що Стефані нібито була нареченою Ласкано, виявилося результатом спотворення у ЗМІ первинної інформації.

## Благодійність
У районі Ель-Тесонтле міста Пачука-де-Сото Ласкано збудував церкву поряд зі старою каплицею Сан-Хуан-де-лос-Лагос. У храмі встановлений великий металевий хрест заввишки понад 5 м, на будівлі храму розмістили бронзову табличку, на якій говорилося, що церква зведена за участю Еріберто Ласкано та присвячена папі римському Івану Павлу II з цитатою з Псалма 142: «Господи, вислухай молитву мою, почуй благання моє в Своїй вірності, у правді Своїй обізвися до мене!» (ісп. Señor, escucha mi oración, atiende a mis plegarias, respóndeme, tú que eres fiel y justo). Церква розташована за 300 м від штабу 18-ї військової зони Сухопутних військ Мексики.
Будівництво цього храму та встановлення таблички від імені Еріберто Ласкано викликали обурення серед представників Римо-католицької церкви. З одного боку, офіційний представник Архієпархії Тулансінго преподобний Хуан Агілар (ісп. Juan Aguilar) заявив, що будівництво храму було громадським проєктом, у фінансуванні якого Римо-католицька церква не брала участі і навіть не знала про джерела фінансування проєкту, оскільки грошові потоки через неї не проходили. Водночас ординарій Архієпархії Тулансінго Домінго Діас Мартінес заявив, що церкві було чудово відомо про те, що будівництво храму сплатив Ласкано, проте останній припустився помилки, розмістивши табличку із зазначенням свого імені. Генеральний прокурор Мексики заявив про намір перевірити фінансування будівництва храму в Ель-Тесонтлі щодо відмивання грошей або використання незаконних коштів.
Крім фінансування будівництва храму в Ель-Тесонтлі, Ласкано також спонсорував будівництво низки будівель і проведення у лютому свят на честь Богоматері Сан-Хуан-де-лос-Лагос, завдяки чому заручився підтримкою місцевих жителів. Також він організовував різні заходи на День дитини (30 квітня) і всіляко їх рекламував через ЗМІ: раніше подібним займався Осієль Карденас Гільєн ще до розриву між Лос-Сетас і картелем дель Гольфо. Традиція продовжилася і після смерті Ласкано.

## Образ у культурі
У другому сезоні телесеріалу «Ель Чапо» зустрічається персонаж «Ель Кано» (ісп. El Cano), лідер угрупування «Лос-Емес» (ісп. Los Emes), роль якого виконав Арольд Торрес. Заведено вважати, що прототипом Ель Кано послужив саме Еріберто Ласкано з Лос-Сетас.